# فلم ناروتو: صدام النينجا في أرض الثلج
فيلم نارتو: مشهد أكشن عظيم! كتاب فنون النينجا لأميرة الثلج (باليابانية:劇場版 NARUTO 大活劇! 雪姫忍法帖だってばよ!!) أو الاسم الإنجليزي فيلم ناروتو: صدام النينجا في أرض الثلج (بالإنجليزية: Naruto the Movie: Ninja Clash in the Land of Snow) هو فيلم انتج في العام 2004 للأنمي المشهور ناروتو لكن ليس له أي علاقة بالقصة الأصلية، ويحكن أن ناروتو وفريقه ذهبوا لإنقاذ أميرة بلاد الثلج. الفيلم من بطولة جونكو تاكيوتشي وتشي ناكامورا ونورياكي سغياما وكازهيكو إينوي أبطال ناروتو الأساسيين، ومن إنتاج شركة توهو المحدودة.

## القصة
ناروتو أوزوماكي وساسوكي أوتشيها وساكورا هارونو يشاهدون فيلمًا من بطولة يوكي فوجيكازي في سينما محلية. كاكاشي هاتاكي قد استدعاهم لمشاهدته ليجهزهم لمهمتهم القادمة ألا وهي حماية يوكي - التي تلعب دور الأميرة فون في الفيلم - من الاختطاف أثناء إنتاج فيلمها الأخير. لاحقًا، يكتشفون أن يوكي هي كويوكي كازاهانا، وهي أميرة من جزيرة معروفة باسم أرض الثلج. دوتو كازاهانا - عم كويوكي - هو المسؤول عن قتل أبيها سوسيتسو في انقلاب. أثناء تصوير الفيلم، أعوان دوتو - مدرعين بدروع التشاكرا - يحاولون أسر الأميرة، لكن الفريق السابع ينجح في تأخير عملية الخطف. في النهاية، ينجح دوتو في أسر كويوكي ويقتل حراسها الشخصيين - الذين يكشفون عن نفسهم ويحاولون حمايتها واستعادة دورها الشرعي في حكم بلاد الثلج. يدخل ناروتو السفينة لإنقاذ الأميرة، ولكنه يقع أسيرًا ويُجبر على ارتداء جهاز استنزاف للتشاكرا. دوتو يجبر كويوكي على تسليم قلادة بلورية أهداها لها والدها عندما كانت صغيرة، ظانًا أنه مفتاح لكنز مخفي تركه سوسيتسو قبل اعتقاله لكويوكي وناروتو.

## فريق العمل
| الدور                                                         | المؤدي الياباني |
| ------------------------------------------------------------- | --------------- |
| ناروتو أوزوماكي                                               | جونكو تاكيوتشي  |
| ساسوكي أوتشيها                                                | نورياكي سغياما  |
| ساكورا هارونو                                                 | تشي ناكامورا    |
| كاكاشي هاتاكي                                                 | كازهيكو إينوي   |
| سوتيسو كازاهانا                                               | هديهيكو إيشيزكا |
| كيوكي كازا (معروفة أيضًا باسم هانايوكي فوجيكاز أو الأميرة فون) | يوكو كايدا      |
| نادار روغا                                                    | هيروتاكا سزوكي  |
| سانديو أساما                                                  | إيكو نيشيكاوا   |
| فوبوكي كايوكي                                                 | جون كاراساوا    |
| ميزوري فيوكوما                                                | هولي كانيكو     |
| دوتو كازاهانا                                                 | تسوتومو إيسوبي  |
| المخرج ماكينو                                                 | تشيكاو أوتسكا   |
| مساعد المخرج                                                  | أكيميتسو تاكاسي |
| كين (بوريكين)                                                 | يوتاكا ناكانو   |
| هديرو                                                         | كان تاناكا      |

## الإصدار
عُرض الفيلم في اليابان في السينما في 21 أغسطس 2004 وأُصدر الديفيدي 28 أبريل 2005. أُصدر الفيلم في الولايات المتحدة في 6 يونيو 2007.

## وصلات خارجية
- مقالات تستعمل روابط فنية بلا صلة مع ويكي بيانات
- فلم ناروتو: صدام النينجا في أرض الثلج (فيلم) في شبكة أخبار الأنمي
- صدام النينجا في أرض الثلج في موسوعة ناروتو